# Slaughter of the Soul
Slaughter of the Soul – czwarty album studyjny szwedzkiej grupy muzycznej At the Gates. Wydawnictwo ukazało się 14 listopada 1995 roku nakładem wytwórni muzycznej Earache Records. Nagrania zostały zarejestrowane pomiędzy majem a lipcem 1995 roku we Fredman Studio we współpracy z producentem muzycznym Fredrikiem Nordströmem.

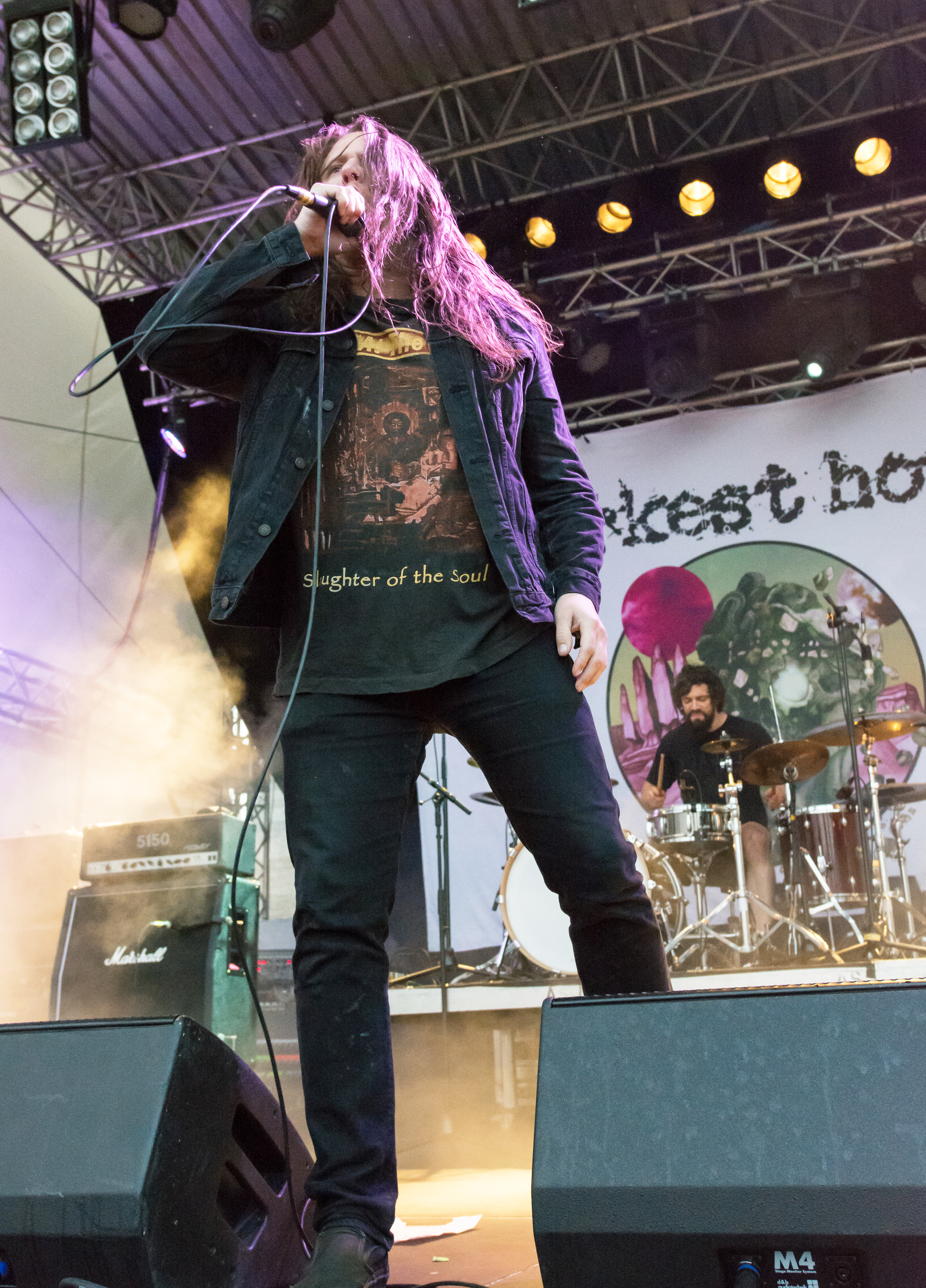
John Henry podczas koncertu zespołu Darkest Hour w koszulce promującej płytę Slaughter of the Soul

## Lista utworów
Opracowano na podstawie materiału źródłowego.
| Nr  | Tytuł utworu            | Długość |
| --- | ----------------------- | ------- |
| 1.  | „Blinded by Fear”       | 3:12    |
| 2.  | „Slaughter of the Soul” | 3:02    |
| 3.  | „Cold”                  | 3:27    |
| 4.  | „Under a Serpent Sun”   | 3:58    |
| 5.  | „Into the Dead Sky”     | 2:12    |
| 6.  | „Suicide Nation”        | 3:35    |
| 7.  | „World of Lies”         | 3:35    |
| 8.  | „Unto Others”           | 3:11    |
| 9.  | „Nausea”                | 2:23    |
| 10. | „Need”                  | 2:36    |
| 11. | „The Flames of the End” | 2:57    |
|     |                         | 34:08   |

## Twórcy
Opracowano na podstawie materiału źródłowego.
| - Tomas Lindberg – śpiew - Anders Björler – gitara - Martin Larsson – gitara - Jonas Björler – gitara basowa |  | - Adrian Erlandsson – perkusja - Andy LaRocque – solo gitarowe w utworze "Cold" - Fredrik Nordström – produkcja - Noel Summerville – mastering |